# Renault Latitude
Renault Latitude este o mașină executivă fabricată de producătorul francez de automobile Renault, fiind anunțată în iunie 2010. A debutat la Salonul Internațional de Automobile de la Moscova, la sfârșitul lunii august 2010. Latitude a servit ca vehiculul emblematic al companiei, înainte de a fi înlocuit în 2016 de Renault Talisman.